# Mollaryd
Mollaryd är en by i Molla socken och en småort i Herrljunga kommun, belägen ungefär mitt emellan Borås och Herrljunga. Mollaryd station är en tåghållplats längs Älvsborgsbanan.

## Samhället
I byn finns bland annat Galleri Törestorp, den litterära aktören Textival har en av sina noder här, stora delar av Borgstena fågelsällskap är aktiva i byn samt Stålarp islandshästar med ridlektioner, turridning, ridläger och kurser.
Varje år arrangerar Molla Byalag i samarbete med bland annat Textival Fjällastigens dag på en av byns populära vandringsleder.
Den gamla affären, posten, såväl som det gamla stationshuset finns kvar och fungerar i dag som bostadshus i kulturmiljön Stationssamhället i Mollaryd. 
Mollaryds station ligger vid Älvsborgsbanan här finns bland annat ett perrongbibliotek och möjlighet att resa till och från bland annat Borås och Herrljunga samt Varberg och Uddevalla. 

## Historia
Mollaryd hette från början bara Ryd. Byn nämns första gången 1540, då med stavningen Rydh. Namnet är det fornsvenska ordet rydh som betyder ’röjning i skog’. Namnformen Mollaryd började användas på 1700-talet. 
Byn bestod 1550 av sex gårdar, senare tillkom ytterligare en mindre gård (nr 7):
- 1, Häljesgården, tidigare Per Häljesgården, med namn efter Per Helgesson, nämnd under andra halvan av 1600-talet,
- 2, Bengtsgården, tidigare Anders Bengtsgården, med namn efter Anders Bengtsson, nämnd under andra halvan av 1600-talet.
- 3, Ledsgården, förleden är ordet led, ’grind’, och namnet betyder ’gården vid grinden’.
- 4, Bosgården, förleden är sannolikt namnet Bo, en person med detta namn nämns i byn 1546.
- 5, Anders-Larsgården, också kallad Larsagården, med namn efter Anders Larsson, nämnd under andra halvan av 1600-talet.
- 6, Assarsgården, en person med namnet Asser omtalas i byn omkring 1690.
- 7, Backen, gården låg i en backe, ’sluttning’.

### Hållplatsen
Mollaryd var från 1867 hållplats på järnvägen mellan Borås och Herrljunga (Älvsborgsbanan). 1903 uppfördes en byggnad med väntrum och expedition, som 1905 byggdes till med en banvaktsstuga om ett rum och kök efter framställning av Anders Persson som var banvakt och hållplatsföreståndare. Efter att byggnaden sålts 1974 och blivit privatbostad inrättades en liten väntkur.

## Natur
Mollaryd är beläget i Nossans dalgång som utmärker sig av en varierad och kuperad terräng. Vid naturreservaten Stora Mollungen, Od och Hult i Mollaryd finns några av landets nordligaste naturliga bokskogsbestånd. Skogen är gammal och många träd är mycket grova.
Fluxfallet är ett utflyktsmål som ligger utefter vägen mellan Molla och Od och kan nås via Fjällastigen som startar i Mollaryd.